# Гринёв, Николай Васильевич
Николай Васильевич Гринёв (1910—1963) — подполковник Рабоче-крестьянской Красной Армии, участник Великой Отечественной войны, Герой Советского Союза (1939).

## Биография
Николай Гринёв родился 1 октября 1910 года в селе Молодовое (ныне — Шаблыкинский район Орловской области) в семье крестьянина. Окончил неполную среднюю школу и индустриальный техникум в городе Константиновка Донецкой области Украинской ССР. В 1926—1931 годах работал забойщиком шахты № 1 в Горловке, кочегаром на химическом заводе в Константиновке, одновременно учился в индустриальном техникуме. В 1931—1933 годах учился в Одесском индустриальном институте. В октябре 1933 года по комсомольской путёвке Гринёв поступил в 9-ю Харьковскую военную школу лётчиков. Окончил её, с сентября 1936 года служил старшим лётчиком, командиром звена 21-й отдельной истребительной эскадрильи Забайкальского военного округа. Участвовал в боях на Халхин-Голе, в звании лейтенанта командовал эскадрильей 22-го истребительного авиаполка истребительной авиабригады 1-й армейской группы.
За период с 23 мая по 16 сентября 1939 года лейтенант Николай Гринёв провёл 25 воздушных боёв, в которых лично сбил 4 самолёта противника и ещё 6 — в составе группы. Обнаружил несколько японских аэродромов, на которых уничтожил 4 самолёта.
Указом Президиума Верховного Совета СССР от 17 ноября 1939 года за «умелое командование авиаэскадрильей и проявленный личный героизм при выполнении воинского и интернационального долга» лейтенант Николай Гринёв был удостоен высокого звания Героя Советского Союза с вручением ордена Ленина и медали «Золотая Звезда» за номером 166.
В 1941 году Гринёв окончил курсы усовершенствования офицерского состава при Военно-воздушной академии имени Жуковского, с апреля того же года командовал 273-м истребительным авиаполком. С первого дня Великой Отечественной войны — на её фронтах. Участвовал в боях на Калининском, Закавказском, Северо-Кавказском, Степном, Западном, 2-м Украинском фронтах. В 1942 году под Керчью был ранен. В октябре 1945 года в звании подполковника Гринёв вышел в отставку. Проживал в Сочи. Умер 28 апреля 1963 года.

## Награды
- Медаль «Золотая Звезда» (17.11.1939)[2]
- орден Ленина (17.11.1939)[2]
- орден Красного Знамени[2]
- орден Отечественной войны 1-й степени (25.04.1943)[2]
- орден Красной Звезды (11.01.1944)[2]
- Медаль За оборону Кавказа (01.05.1944)[2]
- Медаль За оборону Москвы (01.05.1944)[2]